# César Argilés Blasco
César Argilés Blasco (* 28. Oktober 1941 in Valencia) ist ein ehemaliger spanischer Handballspieler und Handballtrainer.

## Karriere
César Argilés begann mit dem Handballspielen mit 15 oder 16 Jahren in der Schule. Zuvor spielte er Basketball. Später studierte er Rechtswissenschaft und verdiente als Handballtrainer etwas Geld nebenbei. Zudem spielte er 14 Jahre lang für den FC Valencia auf der Position Linksaußen.
César Argilés trainierte in der Saison 1981/82 die spanische Frauen-Handballnationalmannschaft. 1983 und 1984 war er Jugendtrainer bei Maristas Algemesí. Anschließend übernahm er die Männermannschaft von Caixa Valencia, mit der er den 8. Platz in der ersten spanischen Liga erreichte. In der Spielzeit 1985/86 gewann er mit CB Tecnisán Alicante den spanischen Pokal und erreichte das Finale im IHF-Pokal. Nach dieser Saison kehrte er nach Valencia zurück. Von 1986 bis 2000 war er Nationaltrainer der spanischen männlichen U-18- und U-21-Nationalmannschaften. Mit der U-18-Auswahl gewann er den Titel bei der U-18-Europameisterschaft 1994 und die Silbermedaille bei der U-18-Europameisterschaft 1999. Mit den spanischen Junioren gewann er die Silbermedaille bei den U-21-Weltmeisterschaften 1987, 1989 und 1995. Bei den Olympischen Spielen 1988 in Seoul war er Assistenztrainer von Juan de Dios Román bei der Männermannschaft. Am 15. Dezember 1988 wurde er gemeinsam mit Emilio Alonso Río Cheftrainer. Bei der B-Weltmeisterschaft 1989 belegten sie mit Spanien den vierten Platz.
Ab 1989 war Argilés zusätzlich Trainer beim spanischen Erstligisten CB Avidesa Alzira, dem Nachfolgeverein von Caixa Valencia. Mit Alzira errang er in der Saison 1991/92 den spanischen Pokal. Im Dezember 1993 trat er dort von seinem Posten zurück.
Im November 2000 wurde Argilés zum Trainer der spanischen A-Nationalmannschaft berufen. Bei der Weltmeisterschaft 2001 belegte er mit Spanien den 5. Platz, bei der Europameisterschaft 2002 den 7. Platz, bei der Weltmeisterschaft 2003 den vierten Platz, bei der Europameisterschaft 2004 den 10. Platz und bei den Olympischen Spielen 2004 in Athen den 7. Platz.